# Хімозин
Хімозин, або реннін — фермент класу гідролаз, який виробляється в шлункових залозах ссавців, зокрема людини. У жуйних тварин виробляється залозами сичуга (4-го відділу шлунка), звідси одна з його тривіальних назв — сичужний фермент. Це перший фермент, виділений хімічно данським ученим Емілем Хрістіаном Хансеном (Emil Christian Hansen) екстракцією сольовим розчином з висушеного шлунку теляти.

## Властивості
Молекула хімозину складається з поліпептидного ланцюга з переважанням кислих амінокислотних залишків. Виробляється клітинами шлунку у формі неактивного проферменту прохімозину. Активується катіонами водню (соляною кислотою шлункового соку) у присутності йонів кальцію при pH менше 5 з відщеплюванням 42-членного пептиду. У кислому середовищі це відносно стабільний білок, при pH більше 7 втрачає активність. Оптимальна кислотність середовища для природного хімозину 3—4, для синтетичного 4—5.
Первинний субстрат хімозину — білок молока казеїноген, який під дією ферменту гидролізуєтся і розщеплюється до нерозчинного білка казеїну. В результаті основний білок молока залишається в шлунку тривалий час і поволі розщеплюється пепсином.
Молекулярна маса бичачого хімозину близько 34 кДа. Інгибіруєтся пепстатином, що виділяється стрептоміцетами.

## Використання в промисловості
Сичужок (витяжка з сичугів) — традиційний продукт для звурдження молока, що широко використовується в сироварінні.
Еміль Хрістіан Хансен першим виділив хімозин в 1874 році, та заснував фірму Chr-Hansen з виробництва цього білка, в наш час[коли?] це одна з найбільших компаній на ринку біопродукції. Основне джерело природного хімозину — шлунки молочних телят, вік таких телят звичайно не більше 10 днів. У пізнішому віці разом з хімозином починає вироблятися значна кількість пепсину, який погіршує якість сиру.

### Замінники тваринного хімозину
В Італії окрім сичужного хімозину, широко використовуються інші ферменти, що виробляються мигдалинами телят і ягнят, що додає специфічний пікантний смак італійським сирам. У 1960-х роках були виділені штами грибів Mucor pusilus і Mucor miehei, що синтезують відповідні ферменти, але з меншою активністю. Пізніше були розроблені способи отримання ферментів з Pseudomonas mixoides, Bacillus licheniformis, Edothea parasitica та інших організмів.
З початку 1990-х років для виробництва сирів в результаті досягнень генної інженерії почали використовувати рекомбінантний хімозин, що виробляється бактеріями, за рахунок перенесення до бактерії гену хімозина корів.
Компанія Genencor International розробила і випустила на ринок біотехнологічний продукт Chymogen®, що володіє більшою чистотою, активністю і стабільністю, ніж природний хімозин. Повідомляється, що більше 60 % твердих сирів проводяться з його використанням.
Компанія Pfizer розробила, а компанія Chr-Hansen поставляє на ринок продукт ChyMax® для заміни природного хімозину. Цей продукт використовується, наприклад, у виробництві сиру сорту Ламбер.
Японці ж в свою чергу, виготовляють усі види сирів з ферменту власного виробництва «МЕЙТО» (MEITO SANGYO Co., LTD).
Більшість провідних сироробів світу дотримуються такої ж думки з вибору ферменту, адже зараз треба приділяту не аби-яку увагу якості ферменту.
На сьогоднішній день мало ферментів на ринку не мають ГМО (генно-модифікованих організмів).
Фермент «МЕЙТО» також найактивніший фермент світу. Він має 330 000 сичужних одиниць активності, що дозволяє сироробам усього світу економити на дозуванні продукту.
Виробники «МЕЙТО», а саме провідна японська компанія «MEITO SANGYO Co., LTD» стверджує, що для виробництва ферменту
рослинного походження вони мають свої власні плантації пшениці з яких і виготовляють «МЕЙТО», щодня пильнуючи якість продукту, що завоювала довіру усього світу, аби нерозчарувати прихильників.